# Craterul Obolon'
Craterul Obolon' este un crater de impact meteoritic situat la aproximativ 200 km sud-est de Kiev, în Ucraina (Regiunea Poltava), el nu este expus la suprafață și are  un diametru de aproximativ 20 km.

## Date generale
În urma forării a fost relevată prezența mineralelor șocate și a rocilor topite, acestea au fost consecința impactului; a mai fost relevat conținutul mare de clor, acest lucru sugerând că zona a fost acoperită de o mare puțin adâncă, la momentul impactului. Vârsta sa este estimată la 169 ± 7 milioane ani (Jurasicul mijlociu).

## Ipoteza impactului multiplu
S-a sugerat de către David Rowley geofizician de la Universitatea Chicago, care lucrează cu John Spray de la Universitatea din New Brunswick și Kelley Simon de la Open University, că Obolon'  a fost poate parte a unui eveniment ipotetic de impact multiplu care a format, de asemenea, craterul Manicouagan în nordul Quebec, craterul Rochechouart în Franța, craterul Saint Martin în Manitoba și craterul Red Wing în Dakota de Nord. Toate craterele au fost anterior cunoscute și studiate, dar paleoaliniamentul lor nu a fost niciodată demonstrat. Rowley a spus că șansa, ca aceste cratere să fie aliniate așa din cauza șansei, este aproape zero.